# リカルド・トルモ・サーキット
リカルド・トルモ・サーキット（英語: Circuit Ricardo Tormo）は、スペインバレンシア州のチェステにあるサーキット。
正式名称は、シルクイート・デ・ラ・コムニタート・バレンシアーナ・リカルド・トルモ（バレンシア語: Circuit de la Comunitat Valenciana Ricardo Tormo, 西: Circuito de la Comunidad Valenciana Ricardo Tormo）。サーキットの名前は1998年に白血病で亡くなった地元出身のライダー、リカルド・トルモにちなみ、2017年に改名された。
MotoGPバレンシアグランプリの開催地となっており、2002年以降はこのサーキットが最終戦の舞台となっている。2021年にはフォーミュラEのバレンシアePrixが開催された。

## 特徴
1999年に完成。ヨーロピアンスタイルとしては珍しい左回りのサーキットであるのが一番の特徴。トラックの周りを観客席が囲むスタジアム型のサーキットであり、どの位置からも1周4.005kmのトラックを一望できる。外周の広さはモビリティリゾートもてぎのオーバルトラックとほぼ同じである。
気候が温暖であるため、冬場のテスト走行にも利用される。MotoGPでは最終戦のあと合同テストが行われ、新シーズンに向けての準備が行われる。冬にシリーズが開幕するフォーミュラEは、当地でプレシーズンテストを行う。

## コースレイアウト

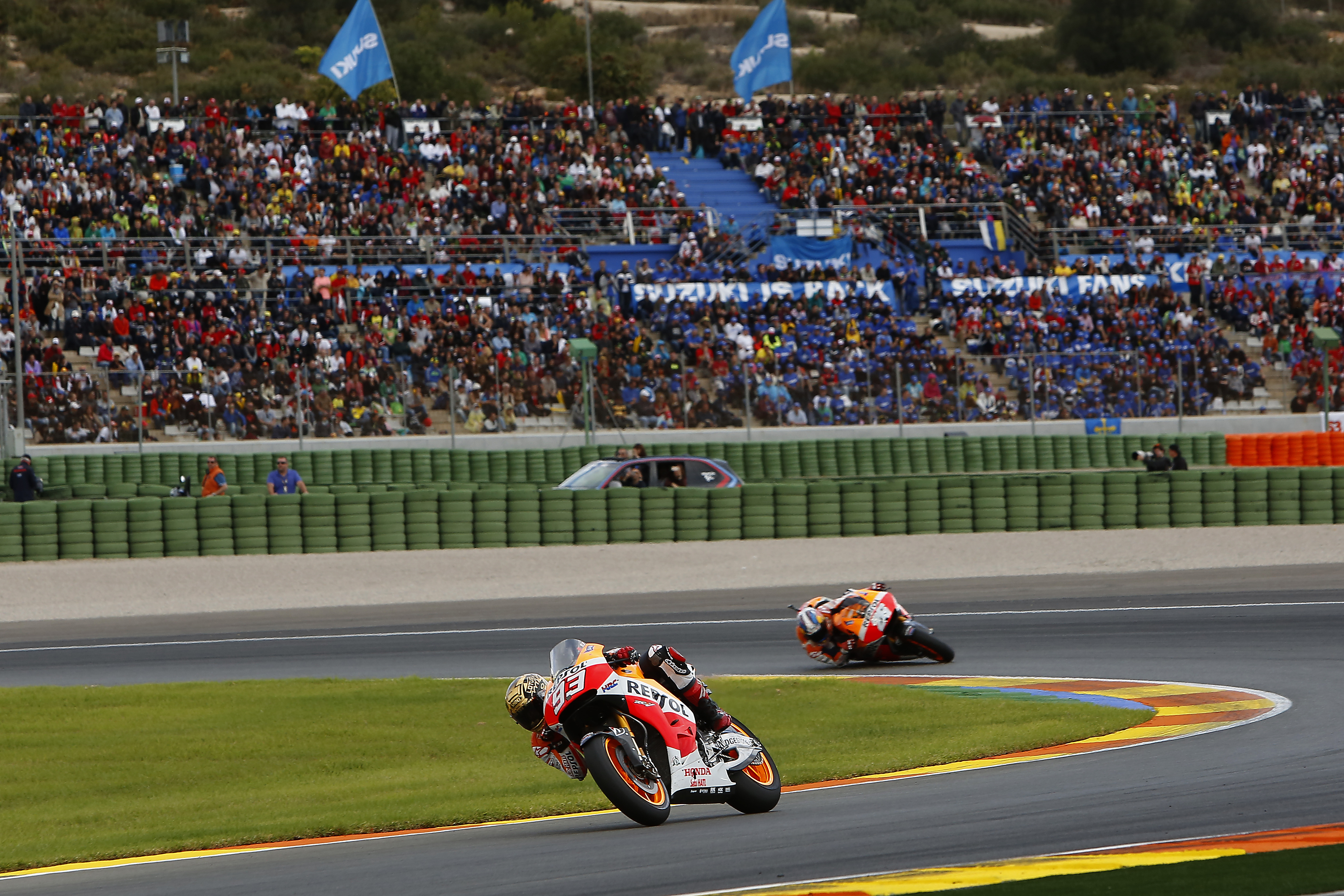
2014年バレンシアGP

コース全長に占めるホームストレートは比較的長い（876m）。高速ターン1からの立ち上がりではコースをはみ出しやすい。ターン1からターン3が左コーナーで、最初の右コーナーであるターン4はタイヤの右側が温まっておらず転倒の恐れがある。コース中盤は切り返しや回り込むコーナーが多く、緩やかな右ロングコーナー（ターン13）を通過し、最終ターン14を立ち上がってホームストレートに戻る。
ホームストレートのほかに長い直線区間が存在しないため、パッシングポイントはターン1がメイン。他にはターン3でラインを変え、ターン4の入り口で刺すなど、一工夫が必要になる。
フォーミュラEのレイアウト(3.376km)では、ターン8を通過したあとターン12の先に抜けるショートカットを使用する。また、ホームストレートのピットロード入口付近に仮設のシケインを設ける。